# Sharpsburg, Iowa
Sharpsburg là một thành phố thuộc quận Taylor, tiểu bang Iowa, Hoa Kỳ. Năm 2010, dân số của thành phố này là 89 người.

## Dân số
Dân số qua các năm:
- Năm 2000: 98 người.
- Năm 2010: 89 người.